# 東新住建
東新住建株式会社（とうしんじゅうけん、Toshin Housing Co., Ltd. ）は、愛知県稲沢市に本社を置く総合建設会社である。
分譲住宅事業では愛知県10年連続着工数第1位の実績を上げていたほか、民事再生法の適用を申請するまでは分譲マンション事業（「フレスト」ブランド）も行っていたが、現在は注文住宅事業と請負建築事業を主軸にした事業を展開している。また太陽光発電パネル搭載の住まいや国産材を使った環境を考えた住まいなど独自の取組を行っている。
携帯電話販売代理店のトーシンモバイル、不動産事業のトーシンコーポレーション、ゴルフ場運営などのリゾート事業のトーシンリゾートを傘下に置くトーシンホールディングスとは一切関係ない。

## 沿革
- 1976年（昭和51年）7月 - 東新住建株式会社を設立[1]。
- 1998年（平成10年）4月 - 株式を店頭公開（現在の東京証券取引所スタンダード）[1]。
- 2009年（平成21年）
  - 1月 - 名古屋地方裁判所に民事再生法の適用を申請。負債総額は約491億円。
  - 9月 - 民事再生計画案の認可決定の確定。
- 2011年（平成13年）11月 - 稲沢市に住まいのショールームの開設。
- 2012年（平成24年）
  - 1月 - 清須市に住まいのショールームの開設。
  - 9月 - 民事再生終結決定を受ける。
- 2013年（平成25年）8月 - 2012年度住宅着工数が326棟を超えた事を発表。
- 2014年（平成26年）
  - 5月 - 至学館大学女子レスリング部の支援協力（オフィシャルスポンサー）開始。
  - 11月 - 清須住宅展示場を開設。
- 2015年（平成27年）4月 - 東新住建レスリング部を創部。
- 2016年（平成28年）
  - 5月 - 春日井市勝川に春日井ギャラリー開設
  - 10月 - 稲沢市に稲沢ギャラリー開設
- 2017年（平成29年）4月 - 北名古屋市に北名古屋ギャラリー開設

## 提供番組
- 世界の住まい（中京テレビ放送）[2]
- いえラボ（FM愛知）
- 男の湯夜番（岐阜テレビ）

## レスリング部
2015年に創部した女子レスリング部。2023年4月現在の部員数は1名。

### 所属メンバー
- 伊藤彩香（2015年4月 - 2020年3月、至学館大学卒）
- 登坂絵莉（2016年4月 - 2022年3月[3]、至学館大学卒[4]）
- 土性沙羅（2017年4月 - 2023年3月[5]、至学館大学卒[6]）
- 南條早映（2022年4月 - 、至学館大学卒）